# إيطاليان بوست
إيطاليان بوست هي مزودة الخدمة البريدية الإيطالية. إلى جانب تقديم الخدمات البريدية ، يقدم مجموعة بوست إيطاليان خدمات الاتصالات المتكاملة، والمدخرات البريدية، والخدمات اللوجستية والمالية وخدمات التأمين في جميع أنحاء إيطاليا.